# 瓜塔佩
瓜塔佩是哥倫比亞的城鎮，位於該國北部，由安蒂奧基亞省負責管轄，距離首府麥德林86公里，始建於1811年，面積69平方公里，海拔高度2,000米，2005年人口5,800。
特殊的多湖泊特殊地理環境，讓攀上共約649階的瓜塔佩巨岩（西班牙語：El Peñón de Guatapé），也被稱為「埃爾佩尼奧爾巨岩」成為當地熱門觀光景點。

## 外部連結
- Corporacion CIMTED, Desarrollo desde lo local, Entrepreneur projects in the Guatape City
- ON-LINE RADIO STATION - LIVE GUATAPE VIDEO

6°14′N 75°10′W / 6.233°N 75.167°W